# Norman Gagne
Norman Curris Gagne (ur. 3 listopada 1911 w Montrealu, zm. 28 listopada 1986 tamże) – kanadyjski skoczek narciarski, uczestnik Zimowych Igrzysk Olimpijskich 1936 w Garmisch-Partenkirchen.

## Przebieg kariery
Uczestniczył w Zimowych Igrzyskach Olimpijskich 1936 w Garmisch-Partenkirchen. Na tych igrzyskach wystąpił w zawodach na skoczni normalnej K-80. Zawody ukończył na 38. miejscu wśród 48 zawodników biorących udział w konkursie. Zawody zostały zdominowane przez Norwegów, którzy zajęli trzy miejsca w pierwszej piątce zawodów.
Były to jego jedyne igrzyska w karierze.
Jego starszy brat Leslie startował w skokach narciarskich na zimowych igrzyskach olimpijskich w 1932 w Lake Placid.